# SharkNinja
Pour les articles homonymes, voir Ninja (homonymie) et Shark.
SharkNinja, officiellement SharkNinja Operating LLC, est un fabricant américain et distributeur d'appareils électroménagers basé à Needham, dans le Massachusetts. La compagnie est composée de deux marques : Shark, marque d'aspirateurs et dérivés, et Ninja, focalisant sur les mélangeurs, friteuses, multicuiseurs et machines à café.

## Histoire
SharkNinja est fondée en 2003 sous le nom d'Euro Pro Operating LLC. En 2015, elle prend son nom actuel.

## Produits

### Shark
- Aspirateurs :
  - Aspirateurs droits ;
  - Aspirateurs robots ;
  - Aspirateurs-bâton ;
  - Aspirateurs à main.
- Vadrouilles-vapeur
- Fers à repasser

### Ninja
- Mélangeurs
- Multicuiseurs
- Friteuses
- Grille-pain
- Machine à glace